# Trứng cuốc
Trứng cuốc (Stixis elongata Pierre) là một loài thực vật thuộc chi Trứng cuốc (Stixis Lour), họ Màn màn (Capparidaceae). Ở Việt Nam, cây được coi là một loại dược liệu, có các tên gọi khác là: cây cám, Con go, Mang nam ho (Thổ), Mắc năm ngoa (Viêntian).

## Mô tả

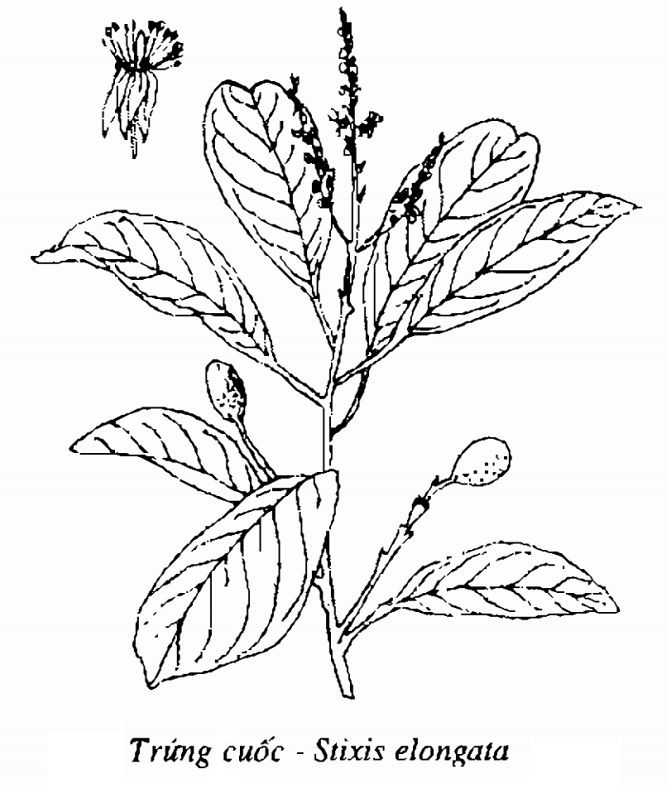
Trứng Cuốc - Stixis elongata - Hình vẽ từ sách: Những cây thuốc và vị thuốc Việt Nam của GS-TS Đỗ Tất Lợi

Trứng cuốc là một loại cây bụi, mọc trườn, có cành vươn dài, nhẵn, cành non có lông. 
Lá mọc so le, hình mác dài, phía đáy lá tròn hoặc nêm, chóp lá nhọn, phiến lá dài 10–20 cm, rộng 5–8 cm, mặt trên nhẵn bóng, mặt dưới chỉ có lông ở gân chính; cuống lá to, dài 15-20mm, mặt trên có rãnh rộng; gân bên 5-8 cặp. 
Hoa nhỏ màu trắng, mọc thành chùm ở kẽ lá (nách lá); 5-12cm, có lông. Lá đài màu vàng nhạt, hình trứng ngược, cỡ 5-6  1-1mm, có lông. Cuống nhị nhụy dài 0,2-0,5mm, nhẵn. Nhị 16-24mm; chỉ nhị dài 2,5-5mm, có lông. Cuống bầu dài 0,7-1,5mm, có lông. Bầu hình trứng, dài 2-2,5mm, có lông; vòi nhụy dài 0,5mm, nhẵn, thường uốn cong về 1 phía; núm nhụy dạng u nhỏ. 
Quả hình trứng dài 36mm, đường kính 25-27mm, trên có điểm những chấm trắng gần như trứng con chim cuốc, do đó có tên cây trứng cuốc. Trong quả có một hạt thuôn hình bầu dục, dài 1,6-2cm. Quả khi chín có màu vàng da cam.

## Phân bố
Trứng cuốc có ở Việt Nam, Ấn Độ, Myanmar, Lào, Malaysia...
Ở Việt Nam, Trứng cuốc mọc hoang ở vùng rừng núi tại nhiều tỉnh: Tuyên Quang, Quảng Ninh (Tp. Uông Bí), Hải Dương (Chí Linh), Quảng Trị (Cam Lộ, Hướng Hóa), Kon Tum (Kon Plông), Bình Thuận (Hàm Thuận Nam). 

## Công dụng
Ở Việt Nam, Trứng cuốc được dùng làm cây thuốc. Rễ, thân, lá được dùng chữa đau nhức gân, xương, thấp khớp. Lá dùng chữa bệnh về mắt. 
Trứng cuốc ra hoa từ tháng 3-5, ra ruả từ tháng 6-8 nên được thu hoạch quanh năm, nhưng tốt nhất vào mùa thu, đông.  
Sau khi thu hoạch, Trứng cuốc được rửa sạch, thái mỏng phơi hay sấy khô.  
Sử dụng chữa đau nhức gân xương, thấp khớp: mỗi ngày dùng 20 đến 30g dưới dạng thuốc sắc hay ngâm rượu. Một số nơi dùng lá uống thay chè. 